# Саркони (Потенца)
Саркони (итал. Sarconi) је насеље у Италији у округу Потенца, региону Базиликата.
Према процени из 2011. у насељу је живело 1090 становника. Насеље се налази на надморској висини од 635 м.

## Становништво
Према резултатима пописа становништва 2011. у општини је живело 1.362 становника.
| 1931. | 1936. | 1951. | 1961. | 1971. | 1981. | 1991. | 2001. | 2011. |
| ----- | ----- | ----- | ----- | ----- | ----- | ----- | ----- | ----- |
| 1.160 | 1.222 | 1.338 | 1.326 | 1.249 | 1.206 | 1.307 | 1.351 | 1.362 |